# Mood Indigo - La schiuma dei giorni
Mood Indigo - La schiuma dei giorni (L'Écume des jours) è un film del 2013 diretto da Michel Gondry.
Il soggetto è basato sul romanzo La schiuma dei giorni di Boris Vian, che ebbe già due adattamenti cinematografici, nel 1968 e nel 2001.

## Trama
Colin, un facoltoso parigino, si innamora della graziosa Chloé, che è un'incarnazione di una canzone di Duke Ellington. I due convolano presto a nozze, ma, durante la luna di miele, una ninfea inizia a crescere nei polmoni della ragazza, mettendola in serio pericolo. L'unico modo per mantenerla in vita sarà circondarla di fiori freschi, ma l'uomo, disposto a tutto pur di salvare l'amata, finirà così sul lastrico.

## Promozione
Il primo trailer del film è stato diffuso online il 25 gennaio 2013.

## Distribuzione
L'uscita nelle sale francesi è avvenuta il 24 aprile 2013.

## Riconoscimenti
- 2014 - Premio César
  - Migliore scenografia a Stéphane Rozenbaum
  - Candidatura per i Migliori costumi a Florence Fontaine
  - Candidatura per la Migliore musica da film a Étienne Charry
- 2015 - Saturn Awards[2]
  - Candidatura per il miglior film internazionale